# Нові Виселки (Красноармійський район)
Нові Ви́селки (рос. Новые Выселки, чув. Çĕнĕ Выççăлккă) — присілок у складі Красноармійського району Чувашії, Росія. Входить до складу Чадукасинського сільського поселення.
Населення — 44 особи (2010; 59 у 2002).
Національний склад:
- чуваші — 100 %